# Regierungschef von Andorra
Der Regierungschef von Andorra (katalanisch Cap de Govern del Principat d'Andorra) ist der Chef der Exekutive von Andorra.
Das Einkammerparlament Consell General de les Valls wählt aus seinen Reihen den Regierungspräsidenten. Seit dem 16. Mai 2019 ist Xavier Espot Zamora Regierungschef von Andorra.

## Liste der Regierungschefs von Andorra seit 1982
| Nr. | Name                                 | Regierungsbeginn | Regierungsende   | Partei                         |
| --- | ------------------------------------ | ---------------- | ---------------- | ------------------------------ |
| 01  | Òscar Ribas Reig                     | 8. Januar 1982   | 21. Mai 1984     | Partit Nacional Liberal        |
| 02  | Josep Pintat-Solans                  | 21. Mai 1984     | 12. Januar 1990  | Partit Conservador             |
| 03  | Òscar Ribas Reig                     | 12. Januar 1990  | 7. Dezember 1994 | Agrupament Nacional Democràtic |
| 04  | Marc Forné Molné                     | 7. Dezember 1994 | 27. Mai 2005     | Partit Liberal d’Andorra       |
| 05  | Albert Pintat Santolària             | 27. Mai 2005     | 5. Juni 2009     | Partit Liberal d’Andorra       |
| 06  | Jaume Bartumeu Cassany               | 5. Juni 2009     | 28. April 2011   | Partit Socialdemòcrata         |
| 07  | Pere López Agràs (kommissarisch)     | 28. April 2011   | 12. Mai 2011     | Partit Socialdemòcrata         |
| 08  | Antoni Martí Petit                   | 12. Mai 2011     | 23. März 2015    | Demòcrates per Andorra         |
| 09  | Gilbert Saboya Sunyé (kommissarisch) | 23. März 2015    | 1. April 2015    | Partit Reformista d’Andorra    |
| 10  | Antoni Martí Petit                   | 1. April 2015    | 16. Mai 2019     | Demòcrates per Andorra         |
| 11  | Xavier Espot Zamora                  | 16. Mai 2019     |                  | Demòcrates per Andorra         |